# Hoškovice
Hoškovice jsou vesnice, část města Mnichovo Hradiště v okrese Mladá Boleslav. Nachází se dva kilometry severovýchodně od Mnichova Hradiště. Vesnicí prochází silnice II/610. Hoškovice jsou také název katastrálního území o rozloze 4,18 km².

## Historie
První písemná zmínka o vesnici pochází z roku 1400. Vesnice patřila klášteru Hradiště. Byl tu zemanský statek, ze kterého pocházela Zdeňka z Hošťkovic, roku 1403 již nebožka.
Každoročně se zde koná pouť svatého Jana Nepomuckého.

## Pamětihodnosti
- Kaple se zvoničkou, vedle ní stával litinový kříž na kamenné podnoži, datovaný 1838[5]
- Usedlost čp. 4
- Usedlost čp. 19